# 陳寬 (成化進士)
陳寬（1437年—?），字裕夫，直隸真定府冀州新河縣人，民籍，明朝政治人物。進士出身。

## 生平
早年出身國子生，順天府鄉試第一百二十六名。成化十四年（1478年）戊戌科會試第一百十五名，殿試登進士第三甲第三十八名。擢授監察御史，弘治元年巡按山東，出为山東按察司佥事，十二年五月升山西副使，累官甘肅行太僕寺卿，正德三年（1508年）正月考察去職。

## 家族
曾祖父陳茂大。祖父陳元莊。父亲陳誠。母周氏。永感下。兄安、宏。娶王氏。